# ミュール

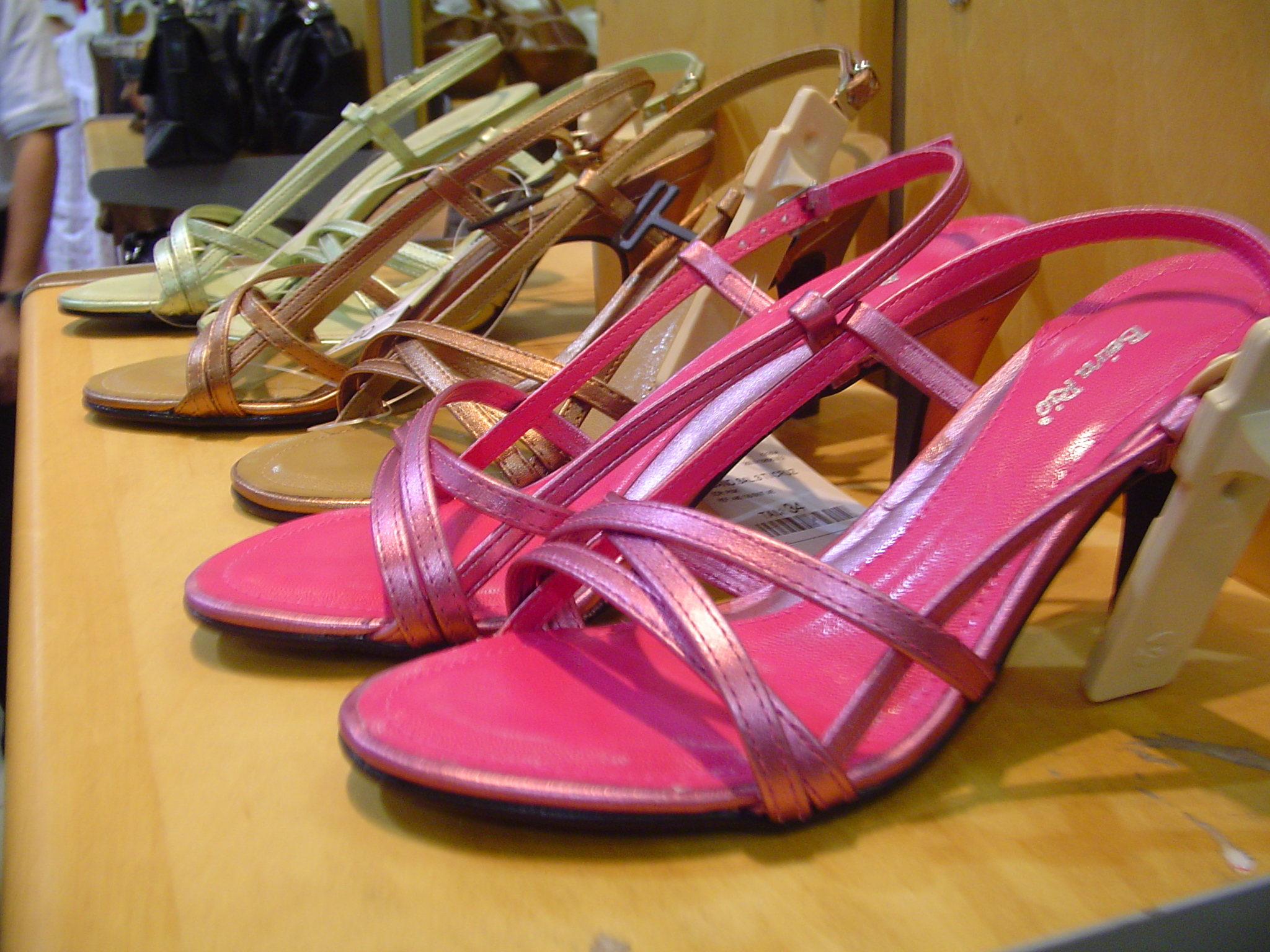
色とりどりのミュール

ミュールは、履物の種類の一つ。女性用のサンダルの一種である。オードリー・ヘプバーンが映画『ローマの休日』で履いていたことから、日本ではヘップサンダル（ヘップ）とも呼ばれることもある。
日本では2000年頃からファッション誌などで多く取り上げられるようになり「ミュール」の名称が定着した。ミュールは踵が高く、爪先部分が覆われており、踵に留め具が無い点で、一般的なサンダルと区別される。
ミュールと同様に踵が高く、爪先部分が覆われた履物であるパンプスとの違いは、踵部分が大きく開いている（カットされた）デザインである。これはミュールが元々は西洋で室内履きとして派生した履物であったことによる（足を全て覆わずにリラックスさせる目的と、着脱を安易にする目的などを踏まえている）。パンプスにもデザイン的に踵が大きく開いたオープンバック・パンプスがあるが、パンプスは元から外履き用であるため、踵の部分が完全にはカットされておらず、踵に留め具などで固定する部分が必ず存在する。前述にあるように、オードリー・ヘプバーンが映画の中で衣装として取り入れたことをはじめ、マリリン・モンローがグラビアや映画などで華奢で華やかなデザイン性のあるミュールを身に着けたことで注目された。
室内履きとしてだけではなく、外出用として使用する女性も徐々に増え始めると、デザイナーはこぞって女性らしさを強調するような高いヒール、リボンやラメ、ラインストーンなど華やかな意匠を取り入れたデザインを発表するようになった。
ただし、本来は室内履きであったことからも分かるように、長時間及び、長距離の歩行を想定していない履物である。足の甲と爪先だけで靴全体を持ち上げるために非常に不安定な歩行になる。そのため、不意に脱げてしまったり転倒や足を挫いてしまう事故もしばしば起こる。華奢なデザインのものが好まれる傾向にあるため靴幅が細く外反母趾や靴擦れの原因にもなりやすいとの報告もある。
また、歩行の際にヒールを引き摺ったり、階段を使用する際（特に下り）に床面に強く当たって不快なほどの大きな音が出るため、不評の声が少なからずある。その為、ミュール本来のデザインを損なわないバックベルトや、踵や足首に固定するストラップなどを別口で購入し、TPOに応じて使用する人も増えている。海外のビジネスでは履かれない。